# Acalolepta unicolor
Acalolepta unicolor là một loài bọ cánh cứng trong họ Cerambycidae.